# Csanád Gémesi
Csanád Gémesi (Gödöllő, 13 novembre 1986) è uno schermidore ungherese, specializzato nella sciabola.

## Palmarès
- Giochi olimpici

Tokyo 2020: bronzo nella sciabola a squadre.
Parigi 2024: argento nella sciabola a squadre.
- Mondiali

Kazan 2014: bronzo nella sciabola a squadre.
Lipsia 2017: argento nella sciabola a squadre.
Wuxi 2018: bronzo nella sciabola a squadre.
Budapest 2019: argento nella sciabola a squadre.
Il Cairo 2022: argento nella sciabola a squadre.
Milano 2023: oro nella sciabola a squadre.
Tbilisi 2025: argento nella sciabola a squadre.
- Europei

Zagabria 2013: argento nella sciabola a squadre.
Strasburgo 2014: bronzo nella sciabola a squadre.
Montreux 2015: bronzo nella sciabola a squadre.
Tbilisi 2017: bronzo nella sciabola a squadre.
Novi Sad 2018: oro nella sciabola a squadre.
Düsseldorf 2019: argento nella sciabola a squadre.
Adalia 2022: oro nella sciabola a squadre.